# Euhesma maura
Euhesma maura är en biart som först beskrevs av Cockerell 1927.  Euhesma maura ingår i släktet Euhesma och familjen korttungebin. Inga underarter finns listade i Catalogue of Life.

## Bildgalleri

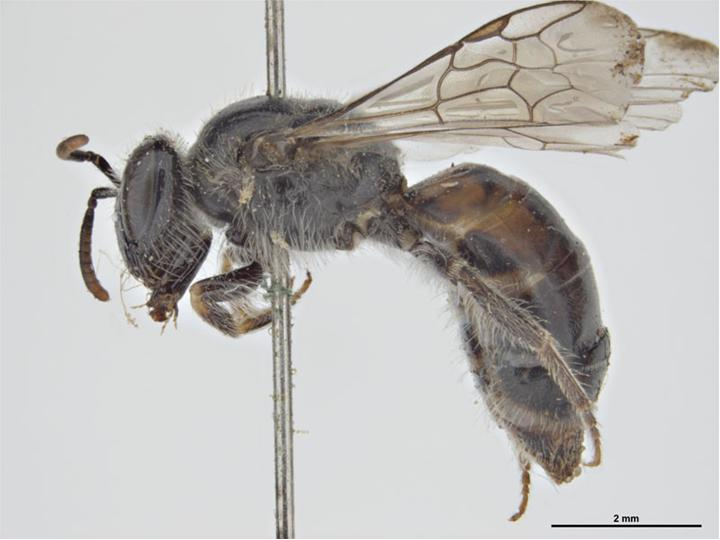
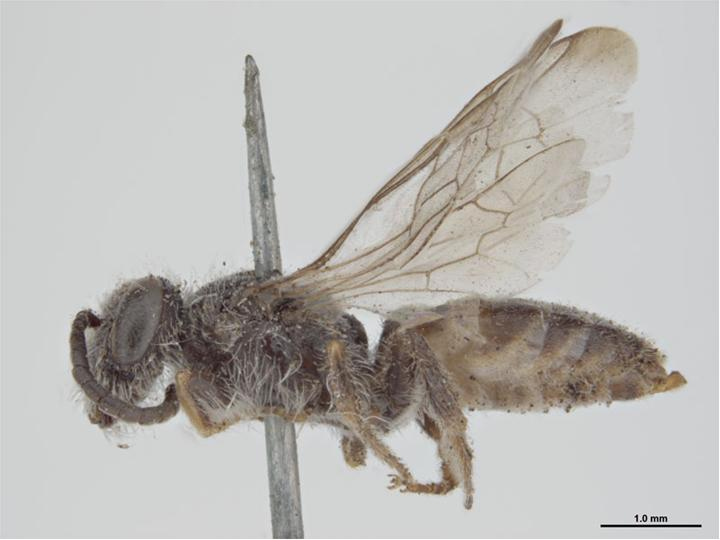